# Luigi Russolo
Luigi Russolo (30. dubna 1885, Portogruaro, Itálie – 4. února 1947, Laveno-Mombello, Provincie Varese, Itálie) byl italský malíř a kritik umění, experimentální hudby, který vytvořil i mnoho experimentálních hudebních nástrojů, představitel a hlavní teoretik futurismu.

## Život

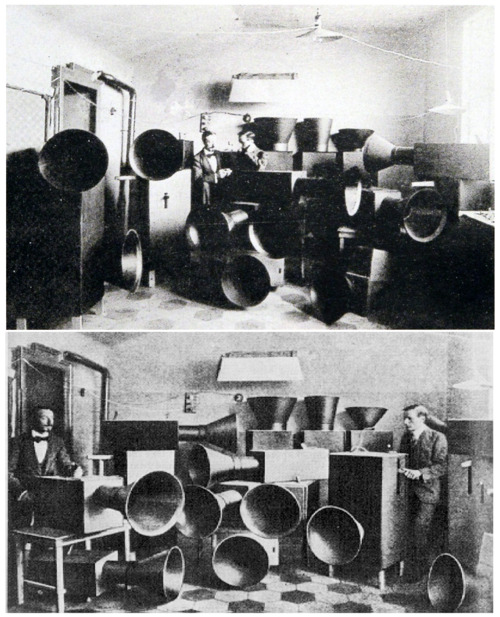
Luigi Russolo, Intonarumori, 1913

Předchůdce vzniku sound artu můžeme hledat u italských futuristů. Příkladem je Luigi Russolo, který v roce 1913 vydal manifest „Umění hluku“, kde bourá hranice mezi hudebním zvukem a hlukem.
Skupina italských futuristů kolem F. T. Marinettiho reagovala na jeho Manifest futurismu, uveřejněný v pařížském Figaru 20. února 1909, poprvé v roce 1911. Tato reakce (manifest F. B. Pratelly publikovaný r. 1913 v klavírním výtahu skladby Musica futuristica per orchestra, op. 30) byla však pouze podnětem k zásadnější formulaci futuristické hudební estetiky. Tou byl Russolův otevřený dopis Umění hluku. Luigi Russolo, jinak malíř, začal svou vizi ihned realizovat. Spolu s Uggem Piatim vyrobili 19 nových hlukových nástrojů a nazvali je intonarumori.
Pro tyto nástroje vymyslel Russolo první skladby. První koncert se konal 2. června 1913 v Teatro Storchi v Modeně. 21. dubna 1914 uspořádali Marinetti a Russolo koncert futuristické hudby v Teatro dal Verme v Miláně, kde bylo poprvé využito všech 19 intonarumori. Koncert měl 4 části: Procitnutí města, Setkání automobilů a letadel, Jídlo na hotelové terase, Šarvátka v oáze. V červnu 1921 v Théâtre des Champs-Élysées v Paříži proběhly důležité 3 koncerty, které měly významný vliv na vývoj pařížské Šestky. Uměleckou úroveň Russolových skladeb nelze z dnešního pohledu posoudit, neboť se nezachovaly. Po roce 1921 se jejich autor stáhl do ústraní, vrátil se k malování. K myšlence futuristického orchestru se již nikdo důsledně nevrátil. Russolovo Umění hluku však bylo bezprostřední inspirací pro vznik musique concrète.

## Odkazy

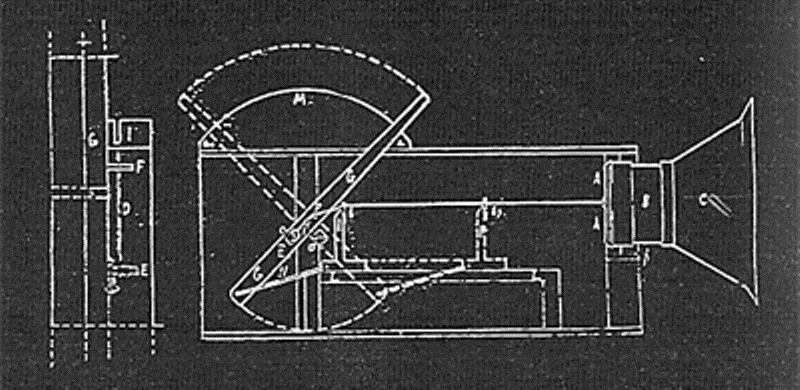
Schéma intonarumori